# Wegkreuz (Morlesau, Morlesauer Straße 5)

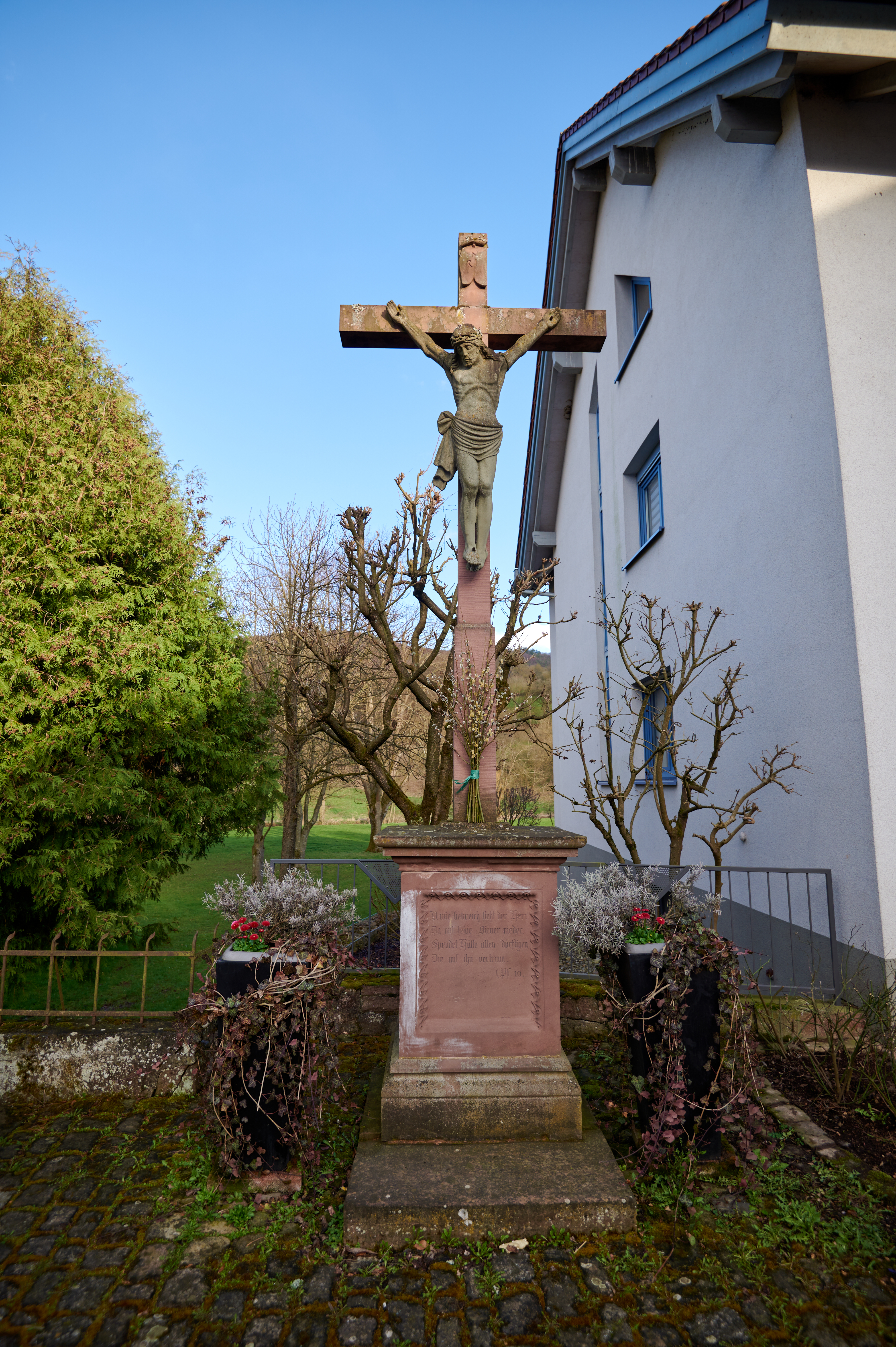
Wegkreuz in Morlesau, Morlesauer Straße 5.

Das Wegkreuz Morlesauer Straße 5 befindet sich in Diebach, einem Gemeindeteil der Kleinstadt Hammelburg im unterfränkischen Landkreis Bad Kissingen in der Morlesauer Straße 5.
Das Wegkreuz gehört zu den Baudenkmälern von Hammelburg und ist unter der Nummer D-6-72-127-161 in der Bayerischen Denkmalliste registriert.

## Beschreibung
Das 500 cm hohe Wegkreuz besteht aus gelbem Sandstein (Sockel und Kreuzesstamm) und rotem Sandstein (Korpus) und entstand im Jahr 1880. Der Stamm hat einen Querschnitt von 20,5 cm × 6,5 cm, der Sockel die Abmessungen 130 cm × 100 cm × 89 cm. Die flache Sockelnische trägt die Inschrift:

„O, wie liebreich Sieht Der Herr

Da Auf Seine Diener Nieder,

Spendet Hilfe Allen Dürftigen, Die

Auf Ihn Vertrauen. R. 10“

Auf der rechten Seite steht die Inschrift:

„Benediziert Durch H. Pfarrer Ankenbrand am 29. Juni 1880“

Auf der linken Seite steht die Inschrift:

„Gestiftet

Von

Der Gemeinde Morlesau

1877“